# Leo Panitch
Leo Panitch (ur. 1945 w Winnipeg, zm. 19 grudnia 2020 w Toronto) – kanadyjski pisarz, politolog, filozof, publicysta, redaktor czasopisma Socialist Register.
Urodził się w Winnipeg w kanadyjskim stanie Manitoba w 1945 w robotniczej rodzinie żydowskich imigrantów z Ukrainy. Zdobył licencjat z ekonomii i politologii na University of Manitoba. W 1975 roku ukończył doktorat na London School of Economics, pracę pisał pod kierunkiem Ralpha Milibanda. Praca doktorska nosiła tytuł Social Democracy and Industrial Militiancy, była poświęcona brytyjskiej Partii Pracy i jej strategii ekonomicznej, ukazała się w druku w 1976 roku. Od 1985 roku był współredaktorem czasopisma Socialist Register. Jednocześnie pisał i publikował kolejne książki m.in. The End of Parliamentary Socialism, The Making of Global Capitalism: The Political Economy of American Empire. Od 1984 do 2016 roku pracował jako profesor na York University w Kanadzie. Był członkiem Royal Society of Canada.
Panitch był krytykiem socjaldemokracji. Doceniał jej osiągnięcia, jednocześnie uważał, że brytyjska Partia Pracy w okresie, gdy znajdowała się u władzy dawała priorytet interesom pracodawców ponad interesami własnego robotniczego elektoratu. Krytykował alienację partii lewicowych od pracowników. W ksiażcę The End of Parliamentary Socialism bardzo krytycznie oceniał linie polityczną Toniego Blaira.